# Восточноальгойский диалект
Восточноальгойский диалект (нем. Ostallgäuerisch) — региональный диалект немецкого языка, принадлежащий к альгойским диалектам среднеалеманнской группы. Распространён в области Восточный Альгой и Верхнем Лехрайне.